# 느릅나무 그늘의 욕망
《느릅나무 그늘의 욕망》(Desire Under the Elms)은 유진 오닐의 1924년 희곡이다.
1850년경의 뉴잉글랜드의 농가를 무대로 70세된 아버지 카보트, 그의 젊은 세 번째 아내 아비, 전처 소생(所生)의 아들 에벤 등 세 사람 사이에 일어나는 물욕과 정욕의 갈등을 묘사한 작품이다.
3부 12장(場)으로 된 긴밀한 구성은 작가의 원숙한 극작술을 나타내는 것이다. 모성(母性)의 상징인 느릅나무와 엄격한 뉴잉글랜드의 농부생활을 암시하는 돌울타리, 이것으로 둘려있는 2층으로 된 농가 등은 효과적인 배경을 이루고 있다.
숨막히는 애욕의 싸움이 영아살해라는 무서운 죄로써 청산되는 종막까지 촌분(寸分)의 여유도 주지 않고 고도의 긴장을 계속하며 전개되는 역작이다.